# Ben Arous
Ben Arous (in arabo بن عروس) è una città costiera della Tunisia nordorientale, capoluogo del governatorato omonimo e della delegazione omonima
Qui nel 2007 sono nati gli studi cinematografici del produttore Tarak Ben Ammar su uno spazio di 10 ettari. Qui è stato girato Baarìa, film di Giuseppe Tornatore.

## Amministrazione

### Gemellaggi
- Aprilia, dal 2003
- Saint-Étienne, dal 1994